# Порошковий вогнегасник
Порошковий вогнегасник — вид вогнегасника, джерелом гасіння якого є сухий порошок.

## Класифікація
Порошкові вогнегасники поділяються на:
- вогнегасники з порошком класів A, B, C, E — загального призначення, якими можна гасити більшість пожеж;
- вогнегасники з порошком класів B, C, E — загального призначення, обмеженого застосування.

Вогнегасники з порошком класів A, B, C, E — є найбільш універсальними вогнегасниками по сфері застосування і за робочим розбігом температур, з їх допомогою можна успішно гасити майже усі класи пожеж, у тому числі і електроустаткування, що знаходиться під напругою до 1000 В. Вогнегасники не призначені для гасіння загорянь лужних і лужноземельних металів і інших матеріалів, горіння яких може відбуватися без доступу кисню.

## Вогнегасні порошки
Вогнегасні порошки — подрібнені мінеральні солі з різними добавками, що перешкоджають злежуванню. Як основу для вогнегасних порошків використовують фосфорамонійні солі (моно-, діамонійфосфати, амофос), карбонат і бікарбонат натрію і калію, хлориди натрію і калію та інше. Як добавки — кремнійорганічні з'єднання, аерозолі, біла сажа, стеарати металів, нефелін, тальк та інше.
Порошки зберігають в спеціальних пакуваннях, оберігаючи їх від зволоження. Під час зберігання порошки хімічно неактивні, не мають абразивної дії. При дії вогнегасного порошку на чорні і кольорові метали за нормальної вологості корозії не відбувається. Корозія металів протікає тільки при змочуванні (зволоженні) порошку на металевих поверхнях. Дія вогнегасного порошку на лакофарбові поверхні не помічена. Дія вогнегасного порошку на полімерні матеріали (обмотки, обплетення дротів, пластмасові шланги тощо) укупі з високими температурами — високоагресивне, руйнівне.

## Типи порошкових вогнегасників
Порошкові вогнегасники можна розділити на закачувані та газогенераторні.

### Закачувані
Заряджені вогнегасним порошком і закачані інертним газом (це може бути азот, вуглекислота) або повітрям під тиском приблизно 16 атм. Цим видом вогнегасника можливе гасіння: якщо тип порошку А, В, З, Е — твердих речовин що горять, рідин які горять, займистих газів, електрообладнання під низькою напругою до 1000 В; якщо тип порошку В, З — невеликих займань рідин і газів в легкодоступних місцях. У конструкцію цього вогнегасника входить замковий пристрій, який дозволяє, не докладаючи особливих зусиль, подавати порошок на полум'я простим натисненням рукою на верхню ручку або, відпускаючи ручку, припиняти його подання. Перевагою цього типу вогнегасника є індикатор внутрішнього тиску (манометр), встановлений на голівці вогнегасника, що вказує на його працездатність (зелений сектор шкали) на відміну від усіх інших типів вогнегасників.

### Газогенераторні
Принцип дії полягає у використанні енергії генерованого у момент запуску газу для викиду вогнегасної речовини. Можуть застосовуватися за будь-яких умов як первинний засіб гасіння пожеж. Окрім потрібного часу очікування (6…10 с) в першу мить після запуску, принципово не відрізняються від закачуваних вогнегасників.

### Автоматичні
Призначені для гасіння без участі людини вогнегасними порошками типу АВС загорянь твердих і рідких речовин, нафтопродуктів, електроустаткування під напругою до 5000 В, в невеликих складських, технологічних, побутових приміщеннях, гаражах і ін. без постійного перебування в них людей. При необхідності можуть використовуватися замість або разом з переносними.